# Championnats du monde de trampoline 2022
Navigation
2021 2023
Les championnats du monde de trampoline 2022, trente-sixième édition des championnats du monde de trampoline, ont lieu du 16 au 19 novembre 2022 à Sofia, en Bulgarie.
La capitale avait accueilli un peu plus tôt dans l’année les Championnats du monde de gymnastique rythmique.

## Médaillés
| Épreuves                           | Or | Argent | Bronze |
| ---------------------------------- | --- | --- | --- |
| Hommes                             | | | |
| Trampoline individuel              | Dylan Schmidt (NZL) | Allan Morante (FRA) | Yamato Ishikawa (JPN)                                                                                                 |
| Trampoline par équipes             | Portugal Diogo Abreu Pedro Ferreira Lucas Santos Rúben Tavares                                                                                | France Julian Chartier Florestan Riou Allan Morante Pierre Gouzou                                                                                                 | Allemagne Matthias Schuldt Matthias Pfleiderer Fabian Vogel Tim-Oliver Geßwein                                        |
| Trampoline synchronisé             | Allemagne Fabian Vogel Matthias Pfleiderer | Portugal Diogo Abreu Pedro Ferreira | France Florestan Riou Pierre Gouzou                                                                                   |
| Double Mini Trampoline             | Ruben Padilla (USA) | Gavin Dodd (CAN) | Tomas Minc (USA) |
| Double Mini Trampoline par équipes | Espagne David Franco Carlos del Ser Andrés Martínez Nicolás Toribio                                                                           | Portugal Diogo Cabral André Dias João Félix José Domingues | États-Unis Tomas Minc Changamire Anderson Ruben Padilla Merrill Hunter                                                |
| Tumbling                           | Ethan McGuinness (AUS) | Kristof Willerton (GBR) | Axel Duriez (FRA) |
| Tumbling par équipes               | Grande-Bretagne Kristof Willerton Jaydon Paddock Ramami Levena Lewis Westwood                                                                 | Danemark Mads Hansen Martin Abildgaard Johannes Sømod Jeppe Mikkelsen                                                                                             | États-Unis Patrick Lyell Kaleb Cave Kaden Brown Dominic Dumas                                                         |
| Femmes                             | | | |
| Trampoline individuel              | Hikaru Mori (JPN) | Bryony Page (GBR) | Hu Yicheng (CHN) |
| Trampoline par équipes             | Chine Cao Yunzhu Zhu Xueying Hu Yicheng Fan Xinyi                                                                                             | Grande-Bretagne Isabelle Songhurst Bryony Page Louise Brownsey | Japon Risa Kiryu Hikaru Mori Megu Uyama Narumi Tamura                                                                 |
| Trampoline synchronisé             | Japon Hikaru Mori Megu Uyama | France Marine Jurbert Léa Labrousse | Mexique Mariola García Dafne Navarro Loza                                                                             |
| Double Mini Trampoline             | Bronwyn Dibb (NZL) | Tristan van Natta (USA) | Cheyanna Robinson (AUS)                                                                                               |
| Double Mini Trampoline par équipes | Australie Cheyanna Robinson Keara Nel Carina Hagarty Braida Thomas                                                                            | États-Unis Shelby Nobuhara Maia Amano Tristan van Natta Aliah Raga                                                                                                | Grande-Bretagne Bethany Williamson Kim Beattie Kirsty Way Ruth Shevelan                                               |
| Tumbling                           | Comfort Yeates (GBR) | Koralee Catlett (AUS) | Shanice Davidson (GBR)                                                                                                |
| Tumbling par équipes               | Grande-Bretagne Shanice Davidson Comfort Yeates Megan Kealy Jessica Brain                                                                     | États-Unis Anastasia Katchalova Tia Taylor Miah Bruns Isabel Steinmetz                                                                                            | France Candy Brière-Vetillard Maëlle Dumitru-Marin Manon Morançais Émilie Wambote                                     |
| Mixte                              | | | |
| Concours général par équipe        | Grande-Bretagne Lewis Cosling Megan Kealy Rhys Northover Bryony Page Zak Perzamanos Isabelle Songhurst Andrew Stamp Kirsty Way Lewis Westwood | États-Unis Nicole Ahsinger Kaden Brown Miah Bruns Cody Gesuelli Ruben Padilla Zachary Ramacci Aliaksei Shostak Jessica Stevens Tristan van Natta Cheyenne Webster | Portugal Diogo Abreu Margarida Agostinho Diogo Cabral Sofia Correia Pedro Ferreira Diana Gago Ingrid Maior Vasco Peso |